# ジャンクション (芸能プロダクション)
有限会社ジャンクション (junction) は、日本の芸能プロダクション。所属俳優のマネージメントの他、舞台・イベントの企画制作も行っている。

## 主な所属タレント

### 男性タレント
- 吉野圭吾
- 入野自由
- 上口耕平
- 角川裕明
- 鎌田誠樹
- 木内健人
- 工藤広夢
- 中川賢
- 柴原直樹

### 女性タレント
- 香坂千晶
- 小野妃香里
- 福田えり
- 園山晴子

### 演出家
- 荻田浩一

## 過去の所属タレント
- 沢樹くるみ
- 麻乃佳世
- 宇月颯